# Lista över fornlämningar i Ronneby kommun (Listerby)
Lista över fornlämningar i Ronneby kommun (Listerby) är en förteckning av ett urval av de fornlämningar som finns i Listerby i Ronneby kommun.
| Namn                                  | Lämningstyp                      | Tillkomsttid | Historisk indelning | Plats | Läge                 | ID-nr          | Bild                                      |
| ------------------------------------- | -------------------------------- | ------------ | ------------------- | ----- | -------------------- | -------------- | ----------------------------------------- |
| Listerby 1:1                          | Röse                             |              | Listerby, Blekinge  |       | 56.188149, 15.333020 | 10100400010001 | Ladda upp en bild av detta fornminne      |
| Listerby 2:1                          | Röse                             |              | Listerby, Blekinge  |       | 56.187967, 15.331209 | 10100400020001 | Ladda upp en bild av detta fornminne      |
| Listerby 3:1                          | Röse                             |              | Listerby, Blekinge  |       | 56.193770, 15.342984 | 10100400030001 | Ladda upp en bild av detta fornminne      |
| Listerby 4:1                          | Stensättning                     |              | Listerby, Blekinge  |       | 56.192596, 15.346131 | 10100400040001 | Ladda upp en bild av detta fornminne      |
| Listerby 5:1                          | Stensättning                     |              | Listerby, Blekinge  |       | 56.192556, 15.353259 | 10100400050001 | Ladda upp en bild av detta fornminne      |
| Listerby 6:1                          | Gravfält                         |              | Listerby, Blekinge  |       | 56.177966, 15.341811 | 10100400060001 | Ladda upp en bild av detta fornminne      |
| Listerby 7:1                          | Stensättning                     |              | Listerby, Blekinge  |       | 56.186779, 15.350730 | 10100400070001 | Ladda upp en bild av detta fornminne      |
| Listerby 8:1                          | Röse                             |              | Listerby, Blekinge  |       | 56.127618, 15.351378 | 10100400080001 | Ladda upp en bild av detta fornminne      |
| Listerby 10:1                         | Röse                             |              | Listerby, Blekinge  |       | 56.183346, 15.365048 | 10100400100001 | Ladda upp en bild av detta fornminne      |
| Listerby 10:2                         | Röse                             |              | Listerby, Blekinge  |       | 56.183721, 15.364693 | 10100400100002 | Ladda upp en bild av detta fornminne      |
| Listerby 11:1                         | Röse                             |              | Listerby, Blekinge  |       | 56.181840, 15.356458 | 10100400110001 | Ladda upp en bild av detta fornminne      |
| Listerby 12:1                         | Röse                             |              | Listerby, Blekinge  |       | 56.181698, 15.355461 | 10100400120001 | Ladda upp en bild av detta fornminne      |
| Listerby 13:1                         | Röse                             |              | Listerby, Blekinge  |       | 56.181606, 15.353372 | 10100400130001 | Ladda upp en bild av detta fornminne      |
| Listerby 13:2                         | Röse                             |              | Listerby, Blekinge  |       | 56.181775, 15.353728 | 10100400130002 | Ladda upp en bild av detta fornminne      |
| Listerby 13:3                         | Stensättning                     |              | Listerby, Blekinge  |       | 56.181852, 15.353577 | 10100400130003 | Ladda upp en bild av detta fornminne      |
| Listerby 14:1                         | Röse                             |              | Listerby, Blekinge  |       | 56.181050, 15.352498 | 10100400140001 | Ladda upp en bild av detta fornminne      |
| Listerby 15:1                         | Stensättning                     |              | Listerby, Blekinge  |       | 56.176701, 15.360374 | 10100400150001 | Ladda upp en bild av detta fornminne      |
| Listerby 17:1                         | Röse                             |              | Listerby, Blekinge  |       | 56.178120, 15.360664 | 10100400170001 | Ladda upp en bild av detta fornminne      |
| Listerby 18:1                         | Stensättning                     |              | Listerby, Blekinge  |       | 56.179188, 15.358981 | 10100400180001 | Ladda upp en bild av detta fornminne      |
| Högarör (Listerby 20:1)               | Gravfält                         |              | Listerby, Blekinge  |       | 56.175534, 15.367444 | 10100400200001 | Ladda upp en bild av detta fornminne      |
| Listerby 21:1                         | Röse                             |              | Listerby, Blekinge  |       | 56.176983, 15.365546 | 10100400210001 | Ladda upp en bild av detta fornminne      |
| Listerby 21:2                         | Stensättning                     |              | Listerby, Blekinge  |       | 56.177148, 15.365807 | 10100400210002 | Ladda upp en bild av detta fornminne      |
| Listerby 21:3                         | Stensättning                     |              | Listerby, Blekinge  |       | 56.177028, 15.366280 | 10100400210003 | Ladda upp en bild av detta fornminne      |
| Listerby 21:4                         | Stensättning                     |              | Listerby, Blekinge  |       | 56.176898, 15.366714 | 10100400210004 | Ladda upp en bild av detta fornminne      |
| Listerby 21:5                         | Stensättning                     |              | Listerby, Blekinge  |       | 56.177285, 15.365473 | 10100400210005 | Ladda upp en bild av detta fornminne      |
| Listerby 28:1                         | Stensättning                     |              | Listerby, Blekinge  |       | 56.175127, 15.360450 | 10100400280001 | Ladda upp en bild av detta fornminne      |
| Köpe rör (Listerby 31:1)              | Röse                             |              | Listerby, Blekinge  |       | 56.129902, 15.342537 | 10100400310001 | Ladda upp en bild av detta fornminne      |
| Listerby 33:1                         | Röse                             |              | Listerby, Blekinge  |       | 56.183984, 15.374719 | 10100400330001 | Ladda upp en bild av detta fornminne      |
| Listerby 33:2                         | Stensättning                     |              | Listerby, Blekinge  |       | 56.183901, 15.375018 | 10100400330002 | Ladda upp en bild av detta fornminne      |
| Listerby 33:3                         | Stensättning                     |              | Listerby, Blekinge  |       | 56.184178, 15.374794 | 10100400330003 | Ladda upp en bild av detta fornminne      |
| Listerby 34:1                         | Röse                             |              | Listerby, Blekinge  |       | 56.183942, 15.373843 | 10100400340001 | Ladda upp en bild av detta fornminne      |
| Listerby 34:2                         | Stensättning                     |              | Listerby, Blekinge  |       | 56.183546, 15.373287 | 10100400340002 | Ladda upp en bild av detta fornminne      |
| Listerby 35:1                         | Röse                             |              | Listerby, Blekinge  |       | 56.184222, 15.377622 | 10100400350001 | Ladda upp en bild av detta fornminne      |
| Listerby 36:1                         | Röse                             |              | Listerby, Blekinge  |       | 56.183654, 15.378955 | 10100400360001 | Ladda upp en bild av detta fornminne      |
| Listerby 37:1                         | Stensättning                     |              | Listerby, Blekinge  |       | 56.182558, 15.374197 | 10100400370001 | Ladda upp en bild av detta fornminne      |
| Listerby 40:1                         | Röse                             |              | Listerby, Blekinge  |       | 56.174767, 15.368262 | 10100400400001 | Ladda upp en bild av detta fornminne      |
| Listerby 41:1                         | Stensättning                     |              | Listerby, Blekinge  |       | 56.174188, 15.368337 | 10100400410001 | Ladda upp en bild av detta fornminne      |
| Listerby 42:1                         | Stensättning                     |              | Listerby, Blekinge  |       | 56.173326, 15.374794 | 10100400420001 | Ladda upp en bild av detta fornminne      |
| Listerby 43:2                         | Stensättning                     |              | Listerby, Blekinge  |       | 56.173755, 15.374165 | 10100400430002 | Ladda upp en bild av detta fornminne      |
| Listerby 47:1                         | Röse                             |              | Listerby, Blekinge  |       | 56.176367, 15.387524 | 10100400470001 | Ladda upp en bild av detta fornminne      |
| Listerby 48:1                         | Röse                             |              | Listerby, Blekinge  |       | 56.177757, 15.388739 | 10100400480001 | Ladda upp en bild av detta fornminne      |
| Listerby 49:1                         | Röse                             |              | Listerby, Blekinge  |       | 56.178390, 15.390281 | 10100400490001 | Ladda upp en bild av detta fornminne      |
| Listerby 50:1                         | Röse                             |              | Listerby, Blekinge  |       | 56.178775, 15.386877 | 10100400500001 | Ladda upp en bild av detta fornminne      |
| Listerby 50:2                         | Röse                             |              | Listerby, Blekinge  |       | 56.178758, 15.387486 | 10100400500002 | Ladda upp en bild av detta fornminne      |
| Listerby 51:1                         | Röse                             |              | Listerby, Blekinge  |       | 56.179583, 15.394780 | 10100400510001 | Ladda upp en bild av detta fornminne      |
| Listerby 52:1                         | Röse                             |              | Listerby, Blekinge  |       | 56.182110, 15.398295 | 10100400520001 | Ladda upp en bild av detta fornminne      |
| Listerby 52:2                         | Röse                             |              | Listerby, Blekinge  |       | 56.181854, 15.398203 | 10100400520002 | Ladda upp en bild av detta fornminne      |
| Listerby 53:1                         | Stensättning                     |              | Listerby, Blekinge  |       | 56.177775, 15.394966 | 10100400530001 | Ladda upp en bild av detta fornminne      |
| Listerby 59:1                         | Stensättning                     |              | Listerby, Blekinge  |       | 56.187367, 15.396733 | 10100400590001 | Ladda upp en bild av detta fornminne      |
| Listerby 60:1                         | Stensättning                     |              | Listerby, Blekinge  |       | 56.197123, 15.393467 | 10100400600001 | Ladda upp en bild av detta fornminne      |
| Listerby 61:1                         | Stensättning                     |              | Listerby, Blekinge  |       | 56.193626, 15.368272 | 10100400610001 | Ladda upp en bild av detta fornminne      |
| Listerby 62:1                         | Gravfält                         |              | Listerby, Blekinge  |       | 56.195775, 15.373610 | 10100400620001 | Ladda upp en bild av detta fornminne      |
| Listerby 63:1                         | Stensättning                     |              | Listerby, Blekinge  |       | 56.196162, 15.374652 | 10100400630001 | Ladda upp en bild av detta fornminne      |
| Listerby 66:1                         | Röse                             |              | Listerby, Blekinge  |       | 56.176723, 15.345661 | 10100400660001 | Ladda upp en bild av detta fornminne      |
| Äggastenarna (Listerby 67:1)          | Hällristning                     |              | Listerby, Blekinge  |       | 56.172907, 15.332529 | 10100400670001 | Ladda upp en bild av detta fornminne      |
| Äggastenarna (Listerby 67:2)          | Hällristning                     |              | Listerby, Blekinge  |       | 56.172900, 15.332524 | 10100400670002 | Ladda upp en bild av detta fornminne      |
| Listerby 69:1                         | Röse                             |              | Listerby, Blekinge  |       | 56.160672, 15.345121 | 10100400690001 | Ladda upp en bild av detta fornminne      |
| Listerby 70:1                         | Röse                             |              | Listerby, Blekinge  |       | 56.158801, 15.355807 | 10100400700001 | Ladda upp en bild av detta fornminne      |
| Listerby 70:2                         | Röse                             |              | Listerby, Blekinge  |       | 56.159212, 15.355222 | 10100400700002 | Ladda upp en bild av detta fornminne      |
| Listerby 70:3                         | Röse                             |              | Listerby, Blekinge  |       | 56.159372, 15.355171 | 10100400700003 | Ladda upp en bild av detta fornminne      |
| Listerby 70:4                         | Stensättning                     |              | Listerby, Blekinge  |       | 56.159522, 15.355281 | 10100400700004 | Ladda upp en bild av detta fornminne      |
| Listerby 71:1                         | Stensättning                     |              | Listerby, Blekinge  |       | 56.153669, 15.362541 | 10100400710001 | Ladda upp en bild av detta fornminne      |
| Listerby 73:1                         | Stensättning                     |              | Listerby, Blekinge  |       | 56.159154, 15.372238 | 10100400730001 | Ladda upp en bild av detta fornminne      |
| Listerby 74:1                         | Stensättning                     |              | Listerby, Blekinge  |       | 56.160754, 15.375628 | 10100400740001 | Ladda upp en bild av detta fornminne      |
| Listerby 75:1                         | Röse                             |              | Listerby, Blekinge  |       | 56.163780, 15.377678 | 10100400750001 | Ladda upp en bild av detta fornminne      |
| Listerby 76:1                         | Röse                             |              | Listerby, Blekinge  |       | 56.162112, 15.378104 | 10100400760001 | Ladda upp en bild av detta fornminne      |
| Listerby 77:1                         | Stensättning                     |              | Listerby, Blekinge  |       | 56.160496, 15.364637 | 10100400770001 | Ladda upp en bild av detta fornminne      |
| Sankta Claras kloster (Listerby 78:1) | Kloster                          |              | Listerby, Blekinge  |       | 56.158244, 15.402785 | 10100400780001 | Ladda upp en bild av detta fornminne      |
| Listerby 79:1                         | Röse                             |              | Listerby, Blekinge  |       | 56.142155, 15.406221 | 10100400790001 | Ladda upp en bild av detta fornminne      |
| Listerby 80:1                         | Stensättning                     |              | Listerby, Blekinge  |       | 56.146047, 15.408280 | 10100400800001 | Ladda upp en bild av detta fornminne      |
| Listerby 81:1                         | Stensättning                     |              | Listerby, Blekinge  |       | 56.162872, 15.378034 | 10100400810001 | Ladda upp en bild av detta fornminne      |
| Listerby 83:1                         | Stensättning                     |              | Listerby, Blekinge  |       | 56.163805, 15.345491 | 10100400830001 | Ladda upp en bild av detta fornminne      |
| Listerby 84:1                         | Stensättning                     |              | Listerby, Blekinge  |       | 56.126648, 15.428477 | 10100400840001 | Ladda upp en bild av detta fornminne      |
| Listerby 85:1                         | Stensättning                     |              | Listerby, Blekinge  |       | 56.127751, 15.426569 | 10100400850001 | Ladda upp en bild av detta fornminne      |
| Listerby 86:1                         | Röse                             |              | Listerby, Blekinge  |       | 56.134827, 15.382983 | 10100400860001 | Ladda upp en bild av detta fornminne      |
| Listerby 88:1                         | Röse                             |              | Listerby, Blekinge  |       | 56.187180, 15.418029 | 10100400880001 | Ladda upp en bild av detta fornminne      |
| Listerby 88:2                         | Stensättning                     |              | Listerby, Blekinge  |       | 56.187127, 15.417738 | 10100400880002 | Ladda upp en bild av detta fornminne      |
| Listerby 90:1                         | Röse                             |              | Listerby, Blekinge  |       | 56.191829, 15.421453 | 10100400900001 | Ladda upp en bild av detta fornminne      |
| Listerby 91:1                         | Grav markerad av sten/block      |              | Listerby, Blekinge  |       | 56.190851, 15.398889 | 10100400910001 | Ladda upp en bild av detta fornminne      |
| Listerby 91:2                         | Grav markerad av sten/block      |              | Listerby, Blekinge  |       | 56.190867, 15.399082 | 10100400910002 | Ladda upp en bild av detta fornminne      |
| Listerby 92:1                         | Röse                             |              | Listerby, Blekinge  |       | 56.195444, 15.420900 | 10100400920001 | Ladda upp en bild av detta fornminne      |
| Listerby 93:1                         | Gravfält                         |              | Listerby, Blekinge  |       | 56.197764, 15.417700 | 10100400930001 | Ladda upp en bild av detta fornminne      |
| Listerby 94:1                         | Stensättning                     |              | Listerby, Blekinge  |       | 56.192311, 15.412720 | 10100400940001 | Ladda upp en bild av detta fornminne      |
| Listerby 94:2                         | Stensättning                     |              | Listerby, Blekinge  |       | 56.192273, 15.412352 | 10100400940002 | Ladda upp en bild av detta fornminne      |
| Listers hög (Listerby 95:1)           | Röse                             |              | Listerby, Blekinge  |       | 56.198392, 15.399799 | 10100400950001 | Ladda upp en bild av detta fornminne      |
| Listerby 96:1                         | Gravfält                         |              | Listerby, Blekinge  |       | 56.202286, 15.380680 | 10100400960001 | Ladda upp en till bild av detta fornminne |
| Listerby 97:1                         | Stenkrets                        |              | Listerby, Blekinge  |       | 56.204848, 15.379166 | 10100400970001 | Ladda upp en bild av detta fornminne      |
| Assers rör (Listerby 99:1)            | Stensättning                     |              | Listerby, Blekinge  |       | 56.209586, 15.387251 | 10100400990001 | Ladda upp en bild av detta fornminne      |
| Listerby 101:1                        | Röse                             |              | Listerby, Blekinge  |       | 56.208640, 15.396350 | 10100401010001 | Ladda upp en bild av detta fornminne      |
| Listerby 101:2                        | Röse                             |              | Listerby, Blekinge  |       | 56.208144, 15.396578 | 10100401010002 | Ladda upp en bild av detta fornminne      |
| Listerby 102:1                        | Röse                             |              | Listerby, Blekinge  |       | 56.208480, 15.399028 | 10100401020001 | Ladda upp en bild av detta fornminne      |
| Listerby 103:1                        | Stensättning                     |              | Listerby, Blekinge  |       | 56.205275, 15.397157 | 10100401030001 | Ladda upp en bild av detta fornminne      |
| Listerby 104:1                        | Röse                             |              | Listerby, Blekinge  |       | 56.203946, 15.392894 | 10100401040001 | Ladda upp en bild av detta fornminne      |
| Listerby 104:2                        | Röse                             |              | Listerby, Blekinge  |       | 56.204118, 15.392537 | 10100401040002 | Ladda upp en bild av detta fornminne      |
| Listerby 104:3                        | Stensättning                     |              | Listerby, Blekinge  |       | 56.204433, 15.392507 | 10100401040003 | Ladda upp en bild av detta fornminne      |
| Listerby 104:5                        | Röse                             |              | Listerby, Blekinge  |       | 56.203765, 15.393382 | 10100401040005 | Ladda upp en bild av detta fornminne      |
| Listerby 105:1                        | Gravfält                         |              | Listerby, Blekinge  |       | 56.202312, 15.384518 | 10100401050001 | Ladda upp en bild av detta fornminne      |
| Listerby 106:1                        | Stensättning                     |              | Listerby, Blekinge  |       | 56.167970, 15.402618 | 10100401060001 | Ladda upp en bild av detta fornminne      |
| Listerby 108:1                        | Stensättning                     |              | Listerby, Blekinge  |       | 56.190233, 15.416939 | 10100401080001 | Ladda upp en bild av detta fornminne      |
| Listerby 109:1                        | Stensättning                     |              | Listerby, Blekinge  |       | 56.197928, 15.404928 | 10100401090001 | Ladda upp en bild av detta fornminne      |
| Listerby 110:1                        | Stensättning                     |              | Listerby, Blekinge  |       | 56.206686, 15.406649 | 10100401100001 | Ladda upp en bild av detta fornminne      |
| Listerby 114:1                        | Stensättning                     |              | Listerby, Blekinge  |       | 56.178931, 15.339269 | 10100401140001 | Ladda upp en bild av detta fornminne      |
| Listerby 115:1                        | Spärranordning                   |              | Listerby, Blekinge  |       | 56.158506, 15.421582 | 10100401150001 | Ladda upp en bild av detta fornminne      |
| Listerby 123:2                        | Husgrund, förhistorisk/medeltida |              | Listerby, Blekinge  |       | 56.198465, 15.416439 | 10100401230002 | Ladda upp en bild av detta fornminne      |
| Listerby 129                          | Stensättning                     |              | Listerby, Blekinge  |       | 56.183314, 15.397345 | 12000000042231 | Ladda upp en bild av detta fornminne      |
| Listerby 176                          | Stensättning                     |              | Listerby, Blekinge  |       | 56.180193, 15.395668 | 12000000056700 | Ladda upp en bild av detta fornminne      |
| Listerby 179                          | Hällristning                     |              | Listerby, Blekinge  |       | 56.176539, 15.388520 | 12000000056703 | Ladda upp en bild av detta fornminne      |
| Listerby 180                          | Röse                             |              | Listerby, Blekinge  |       | 56.125417, 15.311929 | 12000000056705 | Ladda upp en bild av detta fornminne      |
| Listerby 197                          | Spärranordning                   |              | Listerby, Blekinge  |       | 56.160828, 15.410017 | 18000000070693 | Ladda upp en bild av detta fornminne      |
| Listerby 198                          | Spärranordning                   |              | Listerby, Blekinge  |       | 56.166601, 15.409605 | 18000000070694 | Ladda upp en bild av detta fornminne      |
| Listerby 208                          | Stensättning                     |              | Listerby, Blekinge  |       | 56.193533, 15.344019 | 12000000099706 | Ladda upp en bild av detta fornminne      |
| Listerby 209                          | Stensättning                     |              | Listerby, Blekinge  |       | 56.193479, 15.343991 | 12000000099708 | Ladda upp en bild av detta fornminne      |
| Listerby 210                          | Stensättning                     |              | Listerby, Blekinge  |       | 56.193575, 15.343945 | 12000000099712 | Ladda upp en bild av detta fornminne      |
| Listerby 212                          | Stensättning                     |              | Listerby, Blekinge  |       | 56.193767, 15.343090 | 12000000099721 | Ladda upp en bild av detta fornminne      |
| Listerby 218                          | Stensättning                     |              | Listerby, Blekinge  |       | 56.187560, 15.363919 | 12000000114902 | Ladda upp en bild av detta fornminne      |
| Listerby 219                          | Stensättning                     |              | Listerby, Blekinge  |       | 56.187334, 15.367130 | 12000000114903 | Ladda upp en bild av detta fornminne      |
| Listerby 220                          | Hällristning                     |              | Listerby, Blekinge  |       | 56.186643, 15.365115 | 12000000114904 | Ladda upp en bild av detta fornminne      |
| Listerby 221                          | Stensättning                     |              | Listerby, Blekinge  |       | 56.187438, 15.366709 | 12000000114905 | Ladda upp en bild av detta fornminne      |
| Listerby 223                          | Stensättning                     |              | Listerby, Blekinge  |       | 56.187911, 15.363367 | 12000000114907 | Ladda upp en bild av detta fornminne      |
| Listerby 225                          | Gravfält                         |              | Listerby, Blekinge  |       | 56.189934, 15.364695 | 12000000114910 | Ladda upp en bild av detta fornminne      |
| Listerby 227                          | Stensättning                     |              | Listerby, Blekinge  |       | 56.205345, 15.397028 | 12000000115758 | Ladda upp en bild av detta fornminne      |
| Listerby 228                          | Stensättning                     |              | Listerby, Blekinge  |       | 56.188952, 15.375693 | 12000000115760 | Ladda upp en bild av detta fornminne      |
| Listerby 231                          | Stensättning                     |              | Listerby, Blekinge  |       | 56.196775, 15.385182 | 12000000115765 | Ladda upp en bild av detta fornminne      |
| Listerby 232                          | Stensättning                     |              | Listerby, Blekinge  |       | 56.192122, 15.391010 | 12000000115767 | Ladda upp en bild av detta fornminne      |
| Listerby 233                          | Hällristning                     |              | Listerby, Blekinge  |       | 56.204288, 15.397088 | 12000000115768 | Ladda upp en bild av detta fornminne      |
| Listerby 234                          | Stensättning                     |              | Listerby, Blekinge  |       | 56.205313, 15.396987 | 12000000115771 | Ladda upp en bild av detta fornminne      |
| Listerby 236                          | Stensättning                     |              | Listerby, Blekinge  |       | 56.192133, 15.390862 | 12000000115776 | Ladda upp en bild av detta fornminne      |
| Listerby 237                          | Hällristning                     |              | Listerby, Blekinge  |       | 56.186742, 15.359060 | 12000000115783 | Ladda upp en bild av detta fornminne      |
| Listerby 238                          | Hällristning                     |              | Listerby, Blekinge  |       | 56.182292, 15.347078 | 12000000115787 | Ladda upp en bild av detta fornminne      |
| Listerby 239                          | Stensättning                     |              | Listerby, Blekinge  |       | 56.181010, 15.351960 | 12000000115789 | Ladda upp en bild av detta fornminne      |
| Listerby 242                          | Stensättning                     |              | Listerby, Blekinge  |       | 56.177438, 15.355677 | 12000000115797 | Ladda upp en bild av detta fornminne      |
| Listerby 243                          | Stensättning                     |              | Listerby, Blekinge  |       | 56.177602, 15.356158 | 12000000115801 | Ladda upp en bild av detta fornminne      |
| Listerby 244                          | Röse                             |              | Listerby, Blekinge  |       | 56.179585, 15.355715 | 12000000115805 | Ladda upp en bild av detta fornminne      |
| Listerby 247                          | Stensättning                     |              | Listerby, Blekinge  |       | 56.176560, 15.381902 | 12000000115808 | Ladda upp en bild av detta fornminne      |
| Listerby 248                          | Hällristning                     |              | Listerby, Blekinge  |       | 56.180208, 15.379798 | 12000000115809 | Ladda upp en bild av detta fornminne      |
| Listerby 249                          | Stensättning                     |              | Listerby, Blekinge  |       | 56.170477, 15.333138 | 12000000115811 | Ladda upp en bild av detta fornminne      |
| Listerby 253                          | Stensättning                     |              | Listerby, Blekinge  |       | 56.176608, 15.366210 | 12000000116039 | Ladda upp en bild av detta fornminne      |
| Listerby 254                          | Hällristning                     |              | Listerby, Blekinge  |       | 56.172267, 15.374775 | 12000000116046 | Ladda upp en bild av detta fornminne      |
| Listerby 257                          | Grav markerad av sten/block      |              | Listerby, Blekinge  |       | 56.179041, 15.359042 | 12000000116051 | Ladda upp en bild av detta fornminne      |
| Listerby 258                          | Stensättning                     |              | Listerby, Blekinge  |       | 56.176712, 15.365970 | 12000000116054 | Ladda upp en bild av detta fornminne      |
| Listerby 260                          | Stensättning                     |              | Listerby, Blekinge  |       | 56.175104, 15.360266 | 12000000116057 | Ladda upp en bild av detta fornminne      |
| Listerby 261                          | Stensättning                     |              | Listerby, Blekinge  |       | 56.175198, 15.360492 | 12000000116059 | Ladda upp en bild av detta fornminne      |
| Listerby 263                          | Hällristning                     |              | Listerby, Blekinge  |       | 56.197757, 15.403872 | 12000000116066 | Ladda upp en bild av detta fornminne      |
| Listerby 265                          | Hällristning                     |              | Listerby, Blekinge  |       | 56.204024, 15.396985 | 12000000116069 | Ladda upp en bild av detta fornminne      |
| Listerby 266                          | Hög                              |              | Listerby, Blekinge  |       | 56.204469, 15.396623 | 12000000116071 | Ladda upp en bild av detta fornminne      |
| Listerby 268                          | Stensättning                     |              | Listerby, Blekinge  |       | 56.198133, 15.405323 | 12000000116073 | Ladda upp en bild av detta fornminne      |
| Listerby 269                          | Stensättning                     |              | Listerby, Blekinge  |       | 56.190503, 15.417577 | 12000000116074 | Ladda upp en bild av detta fornminne      |
| Listerby 270                          | Stensättning                     |              | Listerby, Blekinge  |       | 56.205417, 15.404712 | 12000000116107 | Ladda upp en bild av detta fornminne      |
| Listerby 272                          | Hällristning                     |              | Listerby, Blekinge  |       | 56.201075, 15.407335 | 12000000116220 | Ladda upp en bild av detta fornminne      |
| Listerby 274                          | Röse                             |              | Listerby, Blekinge  |       | 56.171647, 15.367594 | 12000000116247 | Ladda upp en bild av detta fornminne      |
| Listerby 278                          | Hällristning                     |              | Listerby, Blekinge  |       | 56.186952, 15.356411 | 12000000116252 | Ladda upp en bild av detta fornminne      |
| Listerby 283                          | Stensättning                     |              | Listerby, Blekinge  |       | 56.201699, 15.401302 | 12000000117212 | Ladda upp en bild av detta fornminne      |
| Listerby 284                          | Stensättning                     |              | Listerby, Blekinge  |       | 56.201707, 15.401390 | 12000000117213 | Ladda upp en bild av detta fornminne      |
| Listerby 285                          | Stensättning                     |              | Listerby, Blekinge  |       | 56.201768, 15.401372 | 12000000117216 | Ladda upp en bild av detta fornminne      |
| Listerby 287                          | Stensättning                     |              | Listerby, Blekinge  |       | 56.163851, 15.345907 | 12000000118147 | Ladda upp en bild av detta fornminne      |
| Listerby 288                          | Stensättning                     |              | Listerby, Blekinge  |       | 56.169995, 15.342378 | 12000000118148 | Ladda upp en bild av detta fornminne      |
| Listerby 289                          | Stensättning                     |              | Listerby, Blekinge  |       | 56.158986, 15.352852 | 12000000118149 | Ladda upp en bild av detta fornminne      |
| Listerby 290                          | Stensättning                     |              | Listerby, Blekinge  |       | 56.168354, 15.339930 | 12000000118150 | Ladda upp en bild av detta fornminne      |
| Listerby 291                          | Stensättning                     |              | Listerby, Blekinge  |       | 56.170108, 15.341316 | 12000000118151 | Ladda upp en bild av detta fornminne      |
| Listerby 292                          | Stensättning                     |              | Listerby, Blekinge  |       | 56.167655, 15.342405 | 12000000118152 | Ladda upp en bild av detta fornminne      |
| Listerby 293                          | Stensättning                     |              | Listerby, Blekinge  |       | 56.167655, 15.342394 | 12000000118153 | Ladda upp en bild av detta fornminne      |
| Listerby 295                          | Stensättning                     |              | Listerby, Blekinge  |       | 56.163816, 15.345739 | 12000000118155 | Ladda upp en bild av detta fornminne      |
| Listerby 301                          | Stensättning                     |              | Listerby, Blekinge  |       | 56.161387, 15.374493 | 12000000118161 | Ladda upp en bild av detta fornminne      |
| Listerby 302                          | Stensättning                     |              | Listerby, Blekinge  |       | 56.153534, 15.362600 | 12000000118162 | Ladda upp en bild av detta fornminne      |
| Listerby 303                          | Stensättning                     |              | Listerby, Blekinge  |       | 56.160890, 15.372392 | 12000000118163 | Ladda upp en bild av detta fornminne      |
| Listerby 306                          | Stensättning                     |              | Listerby, Blekinge  |       | 56.160305, 15.373260 | 12000000118168 | Ladda upp en bild av detta fornminne      |
| Listerby 308                          | Röse                             |              | Listerby, Blekinge  |       | 56.176363, 15.387368 | 12000000118172 | Ladda upp en bild av detta fornminne      |
| Listerby 321                          | Stensättning                     |              | Listerby, Blekinge  |       | 56.180657, 15.347993 | 12000000119932 | Ladda upp en bild av detta fornminne      |
| Äggastenarna (Listerby 324)           | Stenkammargrav                   |              | Listerby, Blekinge  |       | 56.172904, 15.332526 | 12000000134960 | Ladda upp en bild av detta fornminne      |
| Listerby 325                          | Hällristning                     |              | Listerby, Blekinge  |       | 56.202439, 15.380030 | 12000000135882 | Ladda upp en bild av detta fornminne      |
| Förkärla 22:1                         | Röse                             |              | Listerby, Blekinge  |       | 56.190489, 15.424889 | 10099300220001 | Ladda upp en bild av detta fornminne      |